# Eleições autárquicas de 2017 em Viana do Castelo
As eleições autárquicas de 2017 serviram para eleger os membros dos diferentes órgãos do poder local no Concelho de Viana do Castelo.
O Partido Socialista, liderado por José Maria Costa (autarca eleito desde 2009), reforçou a sua votação e aumentou para 6 os vereadores eleitos, e assim conseguir uma câmara que está nas mãos do PS desde 1993.
O Partido Social Democrata obteve o pior resultado num concelho que foi um bastião do PSD na década de 1980 ao ficar-se pelos 21% dos votos e 2 vereadores. 
Por fim, a Coligação Democrática Unitária conseguiu manter o vereador que detinha.

## Listas e Candidatos
| Lista | Lista                           | Candidato          |
| ----- | ------------------------------- | ------------------ |
|       | Partido Socialista              | José Maria Costa   |
|       | Partido Social Democrata        | Hermenegildo Costa |
|       | Coligação Democrática Unitária  | Cláudia Marinho    |
|       | CDS-PPM                         | Ilda Araújo Novo   |
|       | Bloco de Esquerda               | Luís Louro         |
|       | Partido Democrático Republicano | Filipe Costa       |

## Resultados Oficiais
Os resultados para os diferentes órgãos do poder local no Concelho de Viana do Castelo foram os seguintes:

### Câmara Municipal
| Partido                 | Partido                         | Votos  | %               | +/-  | Vereadores | +/-     |
| ----------------------- | ------------------------------- | ------ | --------------- | ---- | ---------- | ------- |
|                         | Partido Socialista              | 25 235 | 53,68 / 100,00  | 6,01 | 6 / 9      | 1       |
|                         | Partido Social Democrata        | 9 991  | 21,25 / 100,00  | 5,31 | 2 / 9      | 1       |
|                         | Coligação Democrática Unitária  | 3 812  | 8,11 / 100,00   | 2,46 | 1 / 9      | Estável |
|                         | CDS-PPM                         | 2 664  | 5,67 / 100,00   | 1,39 | 0 / 9      | Estável |
|                         | Bloco de Esquerda               | 2 502  | 5,32 / 100,00   | -    | 0 / 9      | -       |
|                         | Partido Democrático Republicano | 172    | 0,37 / 100,00   | Novo | 0 / 9      | Novo    |
| Votos Inválidos         | Votos Inválidos                 | 2 637  | 5,61 / 100,00   | 2,32 |            |         |
| Total                   | Total                           | 47 013 | 100,00 / 100,00 |      | 9 / 9      |         |
| Eleitorado/Participação | Eleitorado/Participação         | 85 188 | 55,19 / 100,00  | 1,90 |            |         |

### Assembleia Municipal
| Partido                 | Partido                        | Votos  | %               | +/-  | Deputados | +/-     |
| ----------------------- | ------------------------------ | ------ | --------------- | ---- | --------- | ------- |
|                         | Partido Socialista             | 21 470 | 45,67 / 100,00  | 2,72 | 15 / 28   | 1       |
|                         | Partido Social Democrata       | 10 443 | 22,21 / 100,00  | 5,41 | 7 / 28    | 2       |
|                         | Coligação Democrática Unitária | 4 862  | 10,34 / 100,00  | 2,68 | 3 / 28    | 1       |
|                         | Bloco de Esquerda              | 2 797  | 5,95 / 100,00   | -    | 1 / 28    | -       |
|                         | CDS-PPM                        | 2 784  | 5,92 / 100,00   | 0,47 | 1 / 28    | Estável |
|                         | Partido da Terra               | 1 745  | 3,71 / 100,00   | -    | 1 / 28    | -       |
| Votos Inválidos         | Votos Inválidos                | 2 909  | 6,19 / 100,00   | 2,66 |           |         |
| Total                   | Total                          | 47 010 | 100,00 / 100,00 |      | 28 / 28   |         |
| Eleitorado/Participação | Eleitorado/Participação        | 85 188 | 55,18 / 100,00  | 1,89 |           |         |

### Juntas de Freguesia
| Partido                 | Partido                        | Votos  | %               | +/-  | Presidentes | +/-     | Mandatos  | +/-     |
| ----------------------- | ------------------------------ | ------ | --------------- | ---- | ----------- | ------- | --------- | ------- |
|                         | Grupo de Cidadãos              | 12 675 | 26,96 / 100,00  | 5,37 | 16 / 27     | 6       | 116 / 251 | 37      |
|                         | Partido Socialista             | 11 667 | 24,81 / 100,00  | 0,63 | 7 / 27      | 1       | 53 / 251  | 2       |
|                         | Partido Social Democrata       | 9 718  | 20,67 / 100,00  | 8,38 | 3 / 27      | 7       | 49 / 251  | 49      |
|                         | Coligação Democrática Unitária | 6 685  | 14,22 / 100,00  | 0,10 | 1 / 27      | Estável | 21 / 251  | Estável |
|                         | CDS-PPM                        | 2 325  | 4,94 / 100,00   | 3,08 | 0 / 27      | Estável | 11 / 251  | 9       |
|                         | Bloco de Esquerda              | 825    | 1,75 / 100,00   | -    | 0 / 27      | -       | 1 / 251   | -       |
| Votos Inválidos         | Votos Inválidos                | 3 123  | 6,64 / 100,00   | 0,48 |             |         |           |         |
| Total                   | Total                          | 47 018 | 100,00 / 100,00 |      | 27 / 27     |         | 251 / 251 | 4       |
| Eleitorado/Participação | Eleitorado/Participação        | 85 188 | 55,19 / 100,00  | 1,90 |             |         |           |         |

## Resultados por Freguesia

### Câmara Municipal
| Freguesia                                | %     | %     | %     | %        | %     | %    | Votantes |
| Freguesia                                | PS    | PSD   | CDU   | CDS- PPM | BE    | PDR  | Votantes |
| ---------------------------------------- | ----- | ----- | ----- | -------- | ----- | ---- | -------- |
| Afife                                    | 45,03 | 21,26 | 15,54 | 6,06     | 5,14  | 0,80 | 875      |
| Alvarães                                 | 67,84 | 17,96 | 2,63  | 3,75     | 2,15  | 0,24 | 1 253    |
| Amonde                                   | 70,16 | 10,89 | 5,24  | 2,42     | 4,84  | 0,40 | 248      |
| Anha                                     | 52,78 | 33,18 | 2,22  | 2,74     | 3,40  | 0,26 | 1 531    |
| Areosa                                   | 60,73 | 14,86 | 8,73  | 3,65     | 6,65  | 0,13 | 2 302    |
| Barroselas e Carvoeiro                   | 56,37 | 32,10 | 2,45  | 2,11     | 2,61  | 0,10 | 2 984    |
| Cardielos e Serreleis                    | 51,46 | 29,81 | 4,18  | 4,67     | 3,20  | 0,21 | 1 436    |
| Carreço                                  | 47,59 | 18,01 | 8,40  | 8,88     | 10,01 | 0,28 | 1 059    |
| Castelo do Neiva                         | 54,00 | 28,86 | 2,75  | 4,88     | 2,81  | 0,31 | 1 639    |
| Chafé                                    | 60,34 | 16,79 | 3,96  | 6,62     | 4,64  | 0,61 | 1 465    |
| Darque                                   | 49,19 | 16,74 | 18,25 | 6,06     | 4,35  | 0,27 | 3 381    |
| Freixieiro de Soutelo                    | 42,66 | 37,23 | 4,08  | 3,53     | 8,15  | 0,82 | 368      |
| Geraz do Lima e Deão                     | 53,03 | 25,22 | 2,45  | 7,68     | 2,21  | 1,73 | 2 082    |
| Lanheses                                 | 46,28 | 36,07 | 2,29  | 8,02     | 1,91  | 0,19 | 1 048    |
| Mazarefes e Vila Fria                    | 61,63 | 14,20 | 6,02  | 8,17     | 4,02  | 0,28 | 1 444    |
| Montaria                                 | 66,77 | 23,74 | 2,08  | 1,19     | 2,08  | 0,30 | 337      |
| Mujães                                   | 58,63 | 17,94 | 3,88  | 9,10     | 2,95  | 0,27 | 747      |
| Nogueira, Meixedo e Vilar de Murteda     | 61,21 | 27,28 | 2,38  | 2,98     | 3,17  | 0,10 | 1 008    |
| Outeiro                                  | 63,88 | 20,63 | 1,63  | 2,88     | 2,38  | 0,38 | 800      |
| Perre                                    | 47,62 | 17,48 | 8,65  | 9,89     | 9,48  | 0,59 | 1 699    |
| Santa Maria Maior e Monserrate e Meadela | 49,10 | 13,93 | 14,81 | 6,74     | 9,29  | 0,28 | 11 728   |
| Santa Marta de Portuzelo                 | 47,86 | 35,85 | 4,56  | 4,13     | 4,13  | 0,30 | 2 346    |
| São Romão de Neiva                       | 69,49 | 13,24 | 2,23  | 4,76     | 3,57  | 0    | 672      |
| Subportela, Deocriste e Portela Susã     | 57,73 | 28,57 | 1,62  | 4,09     | 1,69  | 0,45 | 1 540    |
| Torre e Vila Mou                         | 40,55 | 39,10 | 2,47  | 5,52     | 5,09  | 0,29 | 688      |
| Vila de Punhe                            | 72,98 | 12,91 | 4,25  | 3,21     | 2,49  | 0,16 | 1 247    |
| Vila Franca                              | 54,97 | 18,97 | 9,39  | 8,93     | 2,30  | 0,83 | 1 086    |
| Viana do Castelo                         | 53,68 | 21,25 | 8,11  | 5,67     | 5,32  | 0,37 | 47 013   |

#### Afife
| Partido                 | Partido                         | Votos | %               | +/-  |
| ----------------------- | ------------------------------- | ----- | --------------- | ---- |
|                         | Partido Socialista              | 394   | 45,03 / 100,00  | 5,50 |
|                         | Partido Social Democrata        | 186   | 21,26 / 100,00  | 0,59 |
|                         | Coligação Democrática Unitária  | 136   | 15,54 / 100,00  | 1,13 |
|                         | CDS-PPM                         | 53    | 6,06 / 100,00   | 1,94 |
|                         | Bloco de Esquerda               | 45    | 5,14 / 100,00   | -    |
|                         | Partido Democrático Republicano | 7     | 0,80 / 100,00   | Novo |
| Votos Inválidos         | Votos Inválidos                 | 54    | 6,17 / 100,00   | 4,08 |
| Total                   | Total                           | 875   | 100,00 / 100,00 |      |
| Eleitorado/Participação | Eleitorado/Participação         | 1 511 | 57,91 / 100,00  | 2,38 |

#### Alvarães
| Partido                 | Partido                         | Votos | %               | +/-   |
| ----------------------- | ------------------------------- | ----- | --------------- | ----- |
|                         | Partido Socialista              | 850   | 67,84 / 100,00  | 10,19 |
|                         | Partido Social Democrata        | 225   | 17,96 / 100,00  | 12,52 |
|                         | CDS-PPM                         | 47    | 3,75 / 100,00   | 1,73  |
|                         | Coligação Democrática Unitária  | 33    | 2,63 / 100,00   | 0,07  |
|                         | Bloco de Esquerda               | 27    | 2,15 / 100,00   | -     |
|                         | Partido Democrático Republicano | 3     | 0,24 / 100,00   | Novo  |
| Votos Inválidos         | Votos Inválidos                 | 68    | 5,43 / 100,00   | 0,23  |
| Total                   | Total                           | 1 253 | 100,00 / 100,00 |       |
| Eleitorado/Participação | Eleitorado/Participação         | 2 814 | 44,53 / 100,00  | 6,33  |

#### Amonde
| Partido                 | Partido                         | Votos | %               | +/-   |
| ----------------------- | ------------------------------- | ----- | --------------- | ----- |
|                         | Partido Socialista              | 174   | 70,16 / 100,00  | 45,41 |
|                         | Partido Social Democrata        | 27    | 10,89 / 100,00  | 43,57 |
|                         | Coligação Democrática Unitária  | 13    | 5,24 / 100,00   | 2,68  |
|                         | Bloco de Esquerda               | 12    | 4,84 / 100,00   | -     |
|                         | CDS-PPM                         | 6     | 2,42 / 100,00   | 1,54  |
|                         | Partido Democrático Republicano | 1     | 0,40 / 100,00   | Novo  |
| Votos Inválidos         | Votos Inválidos                 | 15    | 6,05 / 100,00   | 0,39  |
| Total                   | Total                           | 248   | 100,00 / 100,00 |       |
| Eleitorado/Participação | Eleitorado/Participação         | 307   | 80,78 / 100,00  | 16,65 |

#### Anha
| Partido                 | Partido                         | Votos | %               | +/-   |
| ----------------------- | ------------------------------- | ----- | --------------- | ----- |
|                         | Partido Socialista              | 808   | 52,78 / 100,00  | 12,57 |
|                         | Partido Social Democrata        | 508   | 33,18 / 100,00  | 10,54 |
|                         | Bloco de Esquerda               | 52    | 3,40 / 100,00   | -     |
|                         | CDS-PPM                         | 42    | 2,74 / 100,00   | 0,20  |
|                         | Coligação Democrática Unitária  | 34    | 2,22 / 100,00   | 2,07  |
|                         | Partido Democrático Republicano | 4     | 0,26 / 100,00   | Novo  |
| Votos Inválidos         | Votos Inválidos                 | 83    | 5,43 / 100,00   | 2,18  |
| Total                   | Total                           | 1 531 | 100,00 / 100,00 |       |
| Eleitorado/Participação | Eleitorado/Participação         | 2 327 | 65,79 / 100,00  | 3,51  |

#### Areosa
| Partido                 | Partido                         | Votos | %               | +/-   |
| ----------------------- | ------------------------------- | ----- | --------------- | ----- |
|                         | Partido Socialista              | 1 398 | 60,73 / 100,00  | 13,36 |
|                         | Partido Social Democrata        | 342   | 14,86 / 100,00  | 5,88  |
|                         | Coligação Democrática Unitária  | 201   | 8,73 / 100,00   | 6,16  |
|                         | Bloco de Esquerda               | 153   | 6,65 / 100,00   | -     |
|                         | CDS-PPM                         | 84    | 3,65 / 100,00   | 0,42  |
|                         | Partido Democrático Republicano | 3     | 0,13 / 100,00   | Novo  |
| Votos Inválidos         | Votos Inválidos                 | 121   | 5,26 / 100,00   | 4,56  |
| Total                   | Total                           | 2 302 | 100,00 / 100,00 |       |
| Eleitorado/Participação | Eleitorado/Participação         | 4 419 | 52,09 / 100,00  | 3,13  |

#### Barroselas e Carvoeiro
| Partido                 | Partido                         | Votos | %               | +/-  |
| ----------------------- | ------------------------------- | ----- | --------------- | ---- |
|                         | Partido Socialista              | 1 682 | 56,37 / 100,00  | 0,14 |
|                         | Partido Social Democrata        | 958   | 32,10 / 100,00  | 4,89 |
|                         | Bloco de Esquerda               | 78    | 2,61 / 100,00   | -    |
|                         | Coligação Democrática Unitária  | 73    | 2,45 / 100,00   | 0,85 |
|                         | CDS-PPM                         | 63    | 2,11 / 100,00   | 0,73 |
|                         | Partido Democrático Republicano | 3     | 0,10 / 100,00   | Novo |
| Votos Inválidos         | Votos Inválidos                 | 127   | 4,25 / 100,00   | 5,15 |
| Total                   | Total                           | 2 984 | 100,00 / 100,00 |      |
| Eleitorado/Participação | Eleitorado/Participação         | 4 839 | 61,67 / 100,00  | 6,54 |

#### Cardielos e Serreleis
| Partido                 | Partido                         | Votos | %               | +/-  |
| ----------------------- | ------------------------------- | ----- | --------------- | ---- |
|                         | Partido Socialista              | 739   | 51,46 / 100,00  | 2,54 |
|                         | Partido Social Democrata        | 428   | 29,81 / 100,00  | 2,85 |
|                         | CDS-PPM                         | 67    | 4,67 / 100,00   | 0,47 |
|                         | Coligação Democrática Unitária  | 60    | 4,18 / 100,00   | 1,58 |
|                         | Bloco de Esquerda               | 46    | 3,20 / 100,00   | -    |
|                         | Partido Democrático Republicano | 3     | 0,21 / 100,00   | Novo |
| Votos Inválidos         | Votos Inválidos                 | 93    | 6,48 / 100,00   | 0,72 |
| Total                   | Total                           | 1 436 | 100,00 / 100,00 |      |
| Eleitorado/Participação | Eleitorado/Participação         | 2 114 | 67,93 / 100,00  | 2,09 |

#### Carreço
| Partido                 | Partido                         | Votos | %               | +/-  |
| ----------------------- | ------------------------------- | ----- | --------------- | ---- |
|                         | Partido Socialista              | 504   | 47,59 / 100,00  | 6,51 |
|                         | Partido Social Democrata        | 196   | 18,51 / 100,00  | 2,48 |
|                         | Bloco de Esquerda               | 106   | 10,01 / 100,00  | -    |
|                         | CDS-PPM                         | 94    | 8,88 / 100,00   | 0,68 |
|                         | Coligação Democrática Unitária  | 89    | 8,40 / 100,00   | 6,58 |
|                         | Partido Democrático Republicano | 3     | 0,28 / 100,00   | Novo |
| Votos Inválidos         | Votos Inválidos                 | 67    | 6,32 / 100,00   | 2,05 |
| Total                   | Total                           | 1 059 | 100,00 / 100,00 |      |
| Eleitorado/Participação | Eleitorado/Participação         | 1 666 | 63,57 / 100,00  | 3,72 |

#### Castelo do Neiva
| Partido                 | Partido                         | Votos | %               | +/-  |
| ----------------------- | ------------------------------- | ----- | --------------- | ---- |
|                         | Partido Socialista              | 885   | 54,00 / 100,00  | 9,79 |
|                         | Partido Social Democrata        | 473   | 28,86 / 100,00  | 9,81 |
|                         | CDS-PPM                         | 80    | 4,88 / 100,00   | 1,65 |
|                         | Bloco de Esquerda               | 46    | 2,81 / 100,00   | -    |
|                         | Coligação Democrática Unitária  | 45    | 2,75 / 100,00   | 1,11 |
|                         | Partido Democrático Republicano | 5     | 0,31 / 100,00   | Novo |
| Votos Inválidos         | Votos Inválidos                 | 105   | 6,41 / 100,00   | 1,10 |
| Total                   | Total                           | 1 639 | 100,00 / 100,00 |      |
| Eleitorado/Participação | Eleitorado/Participação         | 3 272 | 50,09 / 100,00  | 8,50 |

#### Chafé
| Partido                 | Partido                         | Votos | %               | +/-  |
| ----------------------- | ------------------------------- | ----- | --------------- | ---- |
|                         | Partido Socialista              | 884   | 60,34 / 100,00  | 4,87 |
|                         | Partido Social Democrata        | 246   | 16,79 / 100,00  | 6,43 |
|                         | CDS-PPM                         | 97    | 6,62 / 100,00   | 3,75 |
|                         | Bloco de Esquerda               | 68    | 4,64 / 100,00   | -    |
|                         | Coligação Democrática Unitária  | 58    | 3,96 / 100,00   | 1,95 |
|                         | Partido Democrático Republicano | 9     | 0,61 / 100,00   | Novo |
| Votos Inválidos         | Votos Inválidos                 | 103   | 7,03 / 100,00   | 2,55 |
| Total                   | Total                           | 1 465 | 100,00 / 100,00 |      |
| Eleitorado/Participação | Eleitorado/Participação         | 3 169 | 46,23 / 100,00  | 5,59 |

#### Darque
| Partido                 | Partido                         | Votos | %               | +/-  |
| ----------------------- | ------------------------------- | ----- | --------------- | ---- |
|                         | Partido Socialista              | 1 663 | 49,19 / 100,00  | 3,33 |
|                         | Coligação Democrática Unitária  | 617   | 18,25 / 100,00  | 2,09 |
|                         | Partido Social Democrata        | 566   | 16,74 / 100,00  | 2,47 |
|                         | CDS-PPM                         | 205   | 6,06 / 100,00   | 3,21 |
|                         | Bloco de Esquerda               | 147   | 4,35 / 100,00   | -    |
|                         | Partido Democrático Republicano | 9     | 0,27 / 100,00   | Novo |
| Votos Inválidos         | Votos Inválidos                 | 174   | 5,15 / 100,00   | 2,41 |
| Total                   | Total                           | 3 381 | 100,00 / 100,00 |      |
| Eleitorado/Participação | Eleitorado/Participação         | 7 337 | 46,08 / 100,00  | 4,13 |

#### Freixieiro de Soutelo
| Partido                 | Partido                         | Votos | %               | +/-  |
| ----------------------- | ------------------------------- | ----- | --------------- | ---- |
|                         | Partido Socialista              | 157   | 42,66 / 100,00  | 7,62 |
|                         | Partido Social Democrata        | 137   | 37,23 / 100,00  | 9,13 |
|                         | Bloco de Esquerda               | 30    | 8,15 / 100,00   | -    |
|                         | Coligação Democrática Unitária  | 15    | 4,08 / 100,00   | 1,58 |
|                         | CDS-PPM                         | 13    | 3,53 / 100,00   | 1,64 |
|                         | Partido Democrático Republicano | 3     | 0,82 / 100,00   | Novo |
| Votos Inválidos         | Votos Inválidos                 | 13    | 3,54 / 100,00   | 3,74 |
| Total                   | Total                           | 368   | 100,00 / 100,00 |      |
| Eleitorado/Participação | Eleitorado/Participação         | 464   | 79,31 / 100,00  | 0,13 |

#### Geraz do Lima e Deão
| Partido                 | Partido                         | Votos | %               | +/-  |
| ----------------------- | ------------------------------- | ----- | --------------- | ---- |
|                         | Partido Socialista              | 1 104 | 53,03 / 100,00  | 1,57 |
|                         | Partido Social Democrata        | 525   | 25,22 / 100,00  | 4,68 |
|                         | CDS-PPM                         | 160   | 7,68 / 100,00   | 3,27 |
|                         | Coligação Democrática Unitária  | 51    | 2,45 / 100,00   | 0,02 |
|                         | Bloco de Esquerda               | 46    | 2,21 / 100,00   | -    |
|                         | Partido Democrático Republicano | 36    | 1,73 / 100,00   | Novo |
| Votos Inválidos         | Votos Inválidos                 | 160   | 7,69 / 100,00   | 1,31 |
| Total                   | Total                           | 2 082 | 100,00 / 100,00 |      |
| Eleitorado/Participação | Eleitorado/Participação         | 3 492 | 59,62 / 100,00  | 1,13 |

#### Lanheses
| Partido                 | Partido                         | Votos | %               | +/-  |
| ----------------------- | ------------------------------- | ----- | --------------- | ---- |
|                         | Partido Socialista              | 485   | 46,28 / 100,00  | 9,16 |
|                         | Partido Social Democrata        | 378   | 36,07 / 100,00  | 8,57 |
|                         | CDS-PPM                         | 84    | 8,02 / 100,00   | 5,16 |
|                         | Coligação Democrática Unitária  | 24    | 2,29 / 100,00   | 2,91 |
|                         | Bloco de Esquerda               | 20    | 1,91 / 100,00   | -    |
|                         | Partido Democrático Republicano | 2     | 0,19 / 100,00   | Novo |
| Votos Inválidos         | Votos Inválidos                 | 55    | 5,24 / 100,00   | 2,28 |
| Total                   | Total                           | 1 048 | 100,00 / 100,00 |      |
| Eleitorado/Participação | Eleitorado/Participação         | 1 627 | 64,41 / 100,00  | 9,10 |

#### Mazarefes e Vila Fria
| Partido                 | Partido                         | Votos | %               | +/-   |
| ----------------------- | ------------------------------- | ----- | --------------- | ----- |
|                         | Partido Socialista              | 890   | 61,83 / 100,00  | 9,59  |
|                         | Partido Social Democrata        | 205   | 14,20 / 100,00  | 13,83 |
|                         | CDS-PPM                         | 118   | 8,17 / 100,00   | 4,17  |
|                         | Coligação Democrática Unitária  | 87    | 6,02 / 100,00   | 0,12  |
|                         | Bloco de Esquerda               | 58    | 4,02 / 100,00   | -     |
|                         | Partido Democrático Republicano | 4     | 0,28 / 100,00   | Novo  |
| Votos Inválidos         | Votos Inválidos                 | 82    | 5,67 / 100,00   | 1,01  |
| Total                   | Total                           | 1 444 | 100,00 / 100,00 |       |
| Eleitorado/Participação | Eleitorado/Participação         | 2 681 | 53,86 / 100,00  | 6,20  |

#### Montaria
| Partido                 | Partido                         | Votos | %               | +/-   |
| ----------------------- | ------------------------------- | ----- | --------------- | ----- |
|                         | Partido Socialista              | 225   | 66,77 / 100,00  | 12,53 |
|                         | Partido Social Democrata        | 80    | 23,74 / 100,00  | 6,49  |
|                         | Coligação Democrática Unitária  | 7     | 2,08 / 100,00   | 0,67  |
|                         | Bloco de Esquerda               | 7     | 2,08 / 100,00   | -     |
|                         | CDS-PPM                         | 4     | 1,19 / 100,00   | 0,06  |
|                         | Partido Democrático Republicano | 1     | 0,30 / 100,00   | Novo  |
| Votos Inválidos         | Votos Inválidos                 | 13    | 3,86 / 100,00   | 5,46  |
| Total                   | Total                           | 337   | 100,00 / 100,00 |       |
| Eleitorado/Participação | Eleitorado/Participação         | 589   | 57,22 / 100,00  | 0,94  |

#### Mujães
| Partido                 | Partido                         | Votos | %               | +/-  |
| ----------------------- | ------------------------------- | ----- | --------------- | ---- |
|                         | Partido Socialista              | 438   | 58,63 / 100,00  | 0,50 |
|                         | Partido Social Democrata        | 134   | 17,94 / 100,00  | 4,78 |
|                         | CDS-PPM                         | 68    | 9,10 / 100,00   | 2,42 |
|                         | Coligação Democrática Unitária  | 29    | 3,88 / 100,00   | 0,87 |
|                         | Bloco de Esquerda               | 22    | 2,95 / 100,00   | -    |
|                         | Partido Democrático Republicano | 2     | 0,27 / 100,00   | Novo |
| Votos Inválidos         | Votos Inválidos                 | 54    | 7,22 / 100,00   | 0,21 |
| Total                   | Total                           | 747   | 100,00 / 100,00 |      |
| Eleitorado/Participação | Eleitorado/Participação         | 1 510 | 49,47 / 100,00  | 8,58 |

#### Nogueira, Meixedo e Vilar de Murteda
| Partido                 | Partido                         | Votos | %               | +/-   |
| ----------------------- | ------------------------------- | ----- | --------------- | ----- |
|                         | Partido Socialista              | 617   | 61,21 / 100,00  | 10,05 |
|                         | Partido Social Democrata        | 275   | 27,28 / 100,00  | 10,62 |
|                         | Bloco de Esquerda               | 32    | 3,17 / 100,00   | -     |
|                         | CDS-PPM                         | 30    | 2,98 / 100,00   | 1,19  |
|                         | Coligação Democrática Unitária  | 24    | 2,38 / 100,00   | 1,74  |
|                         | Partido Democrático Republicano | 1     | 0,10 / 100,00   | Novo  |
| Votos Inválidos         | Votos Inválidos                 | 29    | 2,87 / 100,00   | 0,71  |
| Total                   | Total                           | 1 008 | 100,00 / 100,00 |       |
| Eleitorado/Participação | Eleitorado/Participação         | 1 508 | 66,84 / 100,00  | 2,52  |

#### Outeiro
| Partido                 | Partido                         | Votos | %               | +/-   |
| ----------------------- | ------------------------------- | ----- | --------------- | ----- |
|                         | Partido Socialista              | 511   | 63,88 / 100,00  | 11,35 |
|                         | Partido Social Democrata        | 165   | 20,63 / 100,00  | 3,11  |
|                         | CDS-PPM                         | 23    | 2,88 / 100,00   | 3,05  |
|                         | Bloco de Esquerda               | 19    | 2,38 / 100,00   | -     |
|                         | Coligação Democrática Unitária  | 13    | 1,63 / 100,00   | 3,67  |
|                         | Partido Democrático Republicano | 3     | 0,38 / 100,00   | Novo  |
| Votos Inválidos         | Votos Inválidos                 | 66    | 8,25 / 100,00   | 0,97  |
| Total                   | Total                           | 800   | 100,00 / 100,00 |       |
| Eleitorado/Participação | Eleitorado/Participação         | 1 176 | 68,03 / 100,00  | 5,42  |

#### Perre
| Partido                 | Partido                         | Votos | %               | +/-  |
| ----------------------- | ------------------------------- | ----- | --------------- | ---- |
|                         | Partido Socialista              | 809   | 47,62 / 100,00  | 6,51 |
|                         | Partido Social Democrata        | 297   | 17,48 / 100,00  | 3,52 |
|                         | CDS-PPM                         | 168   | 9,89 / 100,00   | 0,86 |
|                         | Bloco de Esquerda               | 161   | 9,48 / 100,00   | -    |
|                         | Coligação Democrática Unitária  | 147   | 8,65 / 100,00   | 5,43 |
|                         | Partido Democrático Republicano | 10    | 0,59 / 100,00   | Novo |
| Votos Inválidos         | Votos Inválidos                 | 107   | 6,30 / 100,00   | 4,49 |
| Total                   | Total                           | 1 699 | 100,00 / 100,00 |      |
| Eleitorado/Participação | Eleitorado/Participação         | 2 664 | 63,78 / 100,00  | 1,85 |

#### Santa Maria Maior e Monserrate e Meadela (Viana do Castelo)
| Partido                 | Partido                         | Votos  | %               | +/-  |
| ----------------------- | ------------------------------- | ------ | --------------- | ---- |
|                         | Partido Socialista              | 5 758  | 49,10 / 100,00  | 5,12 |
|                         | Coligação Democrática Unitária  | 1 737  | 14,81 / 100,00  | 5,46 |
|                         | Partido Social Democrata        | 1 634  | 13,93 / 100,00  | 3,65 |
|                         | Bloco de Esquerda               | 1 089  | 9,29 / 100,00   | -    |
|                         | CDS-PPM                         | 791    | 6,74 / 100,00   | 0,85 |
|                         | Partido Democrático Republicano | 33     | 0,28 / 100,00   | Novo |
| Votos Inválidos         | Votos Inválidos                 | 686    | 5,85 / 100,00   | 2,79 |
| Total                   | Total                           | 11 728 | 100,00 / 100,00 |      |
| Eleitorado/Participação | Eleitorado/Participação         | 23 216 | 50,52 / 100,00  | 2,78 |

#### Santa Marta de Portuzelo
| Partido                 | Partido                         | Votos | %               | +/-  |
| ----------------------- | ------------------------------- | ----- | --------------- | ---- |
|                         | Partido Socialista              | 1 118 | 47,66 / 100,00  | 4,96 |
|                         | Partido Social Democrata        | 841   | 35,85 / 100,00  | 6,85 |
|                         | Coligação Democrática Unitária  | 107   | 4,56 / 100,00   | 1,94 |
|                         | CDS-PPM                         | 97    | 4,13 / 100,00   | 0,01 |
|                         | Bloco de Esquerda               | 97    | 4,13 / 100,00   | -    |
|                         | Partido Democrático Republicano | 7     | 0,30 / 100,00   | Novo |
| Votos Inválidos         | Votos Inválidos                 | 79    | 3,37 / 100,00   | 2,82 |
| Total                   | Total                           | 2 346 | 100,00 / 100,00 |      |
| Eleitorado/Participação | Eleitorado/Participação         | 3 579 | 65,55 / 100,00  | 5,02 |

#### São Romão de Neiva
| Partido                 | Partido                         | Votos | %               | +/-   |
| ----------------------- | ------------------------------- | ----- | --------------- | ----- |
|                         | Partido Socialista              | 467   | 69,49 / 100,00  | 33,01 |
|                         | Partido Social Democrata        | 89    | 13,24 / 100,00  | 45,36 |
|                         | CDS-PPM                         | 32    | 4,76 / 100,00   | 1,43  |
|                         | Bloco de Esquerda               | 24    | 3,57 / 100,00   | -     |
|                         | Coligação Democrática Unitária  | 15    | 2,23 / 100,00   | 1,10  |
|                         | Partido Democrático Republicano | 0     | 0,00 / 100,00   | Novo  |
| Votos Inválidos         | Votos Inválidos                 | 45    | 6,70 / 100,00   | 0,31  |
| Total                   | Total                           | 672   | 100,00 / 100,00 |       |
| Eleitorado/Participação | Eleitorado/Participação         | 1 264 | 53,59 / 100,00  | 4,85  |

#### Subportela, Deocriste e Portela Susã
| Partido                 | Partido                         | Votos | %               | +/-  |
| ----------------------- | ------------------------------- | ----- | --------------- | ---- |
|                         | Partido Socialista              | 889   | 57,73 / 100,00  | 9,69 |
|                         | Partido Social Democrata        | 440   | 28,57 / 100,00  | 6,26 |
|                         | CDS-PPM                         | 63    | 4,09 / 100,00   | 1,46 |
|                         | Bloco de Esquerda               | 26    | 1,69 / 100,00   | -    |
|                         | Coligação Democrática Unitária  | 25    | 1,62 / 100,00   | 0,88 |
|                         | Partido Democrático Republicano | 7     | 0,45 / 100,00   | Novo |
| Votos Inválidos         | Votos Inválidos                 | 90    | 5,86 / 100,00   | 2,80 |
| Total                   | Total                           | 1 540 | 100,00 / 100,00 |      |
| Eleitorado/Participação | Eleitorado/Participação         | 2 399 | 64,19 / 100,00  | 1,95 |

#### Torre e Vila Mou
| Partido                 | Partido                         | Votos | %               | +/-   |
| ----------------------- | ------------------------------- | ----- | --------------- | ----- |
|                         | Partido Socialista              | 279   | 40,55 / 100,00  | 2,78  |
|                         | Partido Social Democrata        | 269   | 39,10 / 100,00  | 3,54  |
|                         | CDS-PPM                         | 38    | 5,52 / 100,00   | 2,07  |
|                         | Bloco de Esquerda               | 35    | 5,09 / 100,00   | -     |
|                         | Coligação Democrática Unitária  | 17    | 2,47 / 100,00   | 1,09  |
|                         | Partido Democrático Republicano | 2     | 0,29 / 100,00   | Novo  |
| Votos Inválidos         | Votos Inválidos                 | 48    | 6,97 / 100,00   | 2,03  |
| Total                   | Total                           | 688   | 100,00 / 100,00 |       |
| Eleitorado/Participação | Eleitorado/Participação         | 1 234 | 55,75 / 100,00  | 11,59 |

#### Vila de Punhe
| Partido                 | Partido                         | Votos | %               | +/-   |
| ----------------------- | ------------------------------- | ----- | --------------- | ----- |
|                         | Partido Socialista              | 910   | 72,98 / 100,00  | 11,68 |
|                         | Partido Social Democrata        | 161   | 12,91 / 100,00  | 11,91 |
|                         | Coligação Democrática Unitária  | 53    | 4,25 / 100,00   | 0,46  |
|                         | CDS-PPM                         | 40    | 3,21 / 100,00   | 1,06  |
|                         | Bloco de Esquerda               | 31    | 2,49 / 100,00   | -     |
|                         | Partido Democrático Republicano | 2     | 0,16 / 100,00   | Novo  |
| Votos Inválidos         | Votos Inválidos                 | 50    | 4,01 / 100,00   | 1,71  |
| Total                   | Total                           | 1 247 | 100,00 / 100,00 |       |
| Eleitorado/Participação | Eleitorado/Participação         | 2 282 | 54,65 / 100,00  | 3,07  |

#### Vila Franca
| Partido                 | Partido                         | Votos | %               | +/-   |
| ----------------------- | ------------------------------- | ----- | --------------- | ----- |
|                         | Partido Socialista              | 597   | 54,97 / 100,00  | 4,92  |
|                         | Partido Social Democrata        | 206   | 18,97 / 100,00  | 11,45 |
|                         | Coligação Democrática Unitária  | 102   | 9,39 / 100,00   | 0,75  |
|                         | CDS-PPM                         | 97    | 8,93 / 100,00   | 6,50  |
|                         | Bloco de Esquerda               | 25    | 2,30 / 100,00   | -     |
|                         | Partido Democrático Republicano | 9     | 0,83 / 100,00   | Novo  |
| Votos Inválidos         | Votos Inválidos                 | 50    | 4,60 / 100,00   | 1,16  |
| Total                   | Total                           | 1 086 | 100,00 / 100,00 |       |
| Eleitorado/Participação | Eleitorado/Participação         | 1 738 | 62,49 / 100,00  | 0,28  |

### Assembleia Municipal
| Freguesia                                | %     | %     | %     | %     | %        | %     | Votantes |
| Freguesia                                | PS    | PSD   | CDU   | BE    | CDS- PPM | MPT   | Votantes |
| ---------------------------------------- | ----- | ----- | ----- | ----- | -------- | ----- | -------- |
| Afife                                    | 38,40 | 21,26 | 17,49 | 6,51  | 6,63     | 3,31  | 875      |
| Alvarães                                 | 62,17 | 20,91 | 3,03  | 2,47  | 3,67     | 1,60  | 1 253    |
| Amonde                                   | 66,13 | 13,31 | 5,24  | 4,44  | 1,61     | 3,63  | 248      |
| Anha                                     | 48,79 | 34,29 | 2,74  | 3,72  | 3,00     | 1,89  | 1 531    |
| Areosa                                   | 52,69 | 16,25 | 10,30 | 8,43  | 3,65     | 3,91  | 2 302    |
| Barroselas e Carvoeiro                   | 50,64 | 34,79 | 2,85  | 3,12  | 1,68     | 2,14  | 2 984    |
| Cardielos e Serreleis                    | 44,22 | 30,78 | 4,94  | 3,48  | 4,39     | 4,46  | 1 436    |
| Carreço                                  | 40,70 | 20,77 | 11,14 | 10,58 | 7,74     | 3,31  | 1 059    |
| Castelo do Neiva                         | 45,94 | 31,91 | 3,17  | 3,29  | 5,00     | 2,87  | 1 639    |
| Chafé                                    | 55,15 | 16,04 | 4,91  | 4,44  | 6,76     | 4,71  | 1 465    |
| Darque                                   | 42,41 | 17,36 | 21,27 | 4,73  | 5,89     | 2,75  | 3 381    |
| Freixieiro de Soutelo                    | 43,21 | 35,60 | 4,62  | 5,98  | 4,08     | 2,99  | 368      |
| Geraz do Lima e Deão                     | 42,48 | 23,11 | 2,74  | 2,45  | 7,45     | 12,93 | 2 081    |
| Lanheses                                 | 37,69 | 39,79 | 3,53  | 2,00  | 7,92     | 2,86  | 1 048    |
| Mazarefes e Vila Fria                    | 54,29 | 15,79 | 7,55  | 4,57  | 8,80     | 2,63  | 1 444    |
| Montaria                                 | 56,08 | 29,67 | 2,08  | 2,37  | 1,78     | 2,08  | 337      |
| Mujães                                   | 52,88 | 20,35 | 3,75  | 4,02  | 9,64     | 1,34  | 747      |
| Nogueira, Meixedo e Vilar de Murteda     | 55,41 | 29,89 | 3,87  | 2,78  | 3,18     | 1,29  | 1 007    |
| Outeiro                                  | 53,87 | 23,63 | 3,25  | 3,25  | 3,13     | 3,25  | 800      |
| Perre                                    | 40,08 | 17,78 | 11,71 | 9,24  | 10,95    | 3,77  | 1 699    |
| Santa Maria Maior e Monserrate e Meadela | 37,70 | 14,11 | 19,93 | 10,29 | 7,22     | 4,53  | 11 728   |
| Santa Marta de Portuzelo                 | 42,13 | 34,80 | 6,06  | 5,16  | 5,42     | 2,26  | 2 345    |
| São Romão de Neiva                       | 62,65 | 15,77 | 2,68  | 4,32  | 5,06     | 2,38  | 672      |
| Subportela, Deocriste e Portela Susã     | 51,56 | 30,71 | 1,82  | 2,27  | 4,68     | 1,95  | 1 540    |
| Torre e Vila Mou                         | 31,98 | 39,24 | 2,62  | 6,69  | 6,54     | 5,96  | 688      |
| Vila de Punhe                            | 67,92 | 14,03 | 5,13  | 2,97  | 3,21     | 1,52  | 1 247    |
| Vila Franca                              | 45,30 | 20,44 | 12,52 | 2,67  | 9,67     | 3,50  | 1 086    |
| Viana do Castelo                         | 45,67 | 22,21 | 10,34 | 5,95  | 5,92     | 3,71  | 47 010   |

#### Afife
| Partido                 | Partido                        | Votos | %               | +/-  |
| ----------------------- | ------------------------------ | ----- | --------------- | ---- |
|                         | Partido Socialista             | 336   | 38,40 / 100,00  | 3,26 |
|                         | Partido Social Democrata       | 186   | 21,26 / 100,00  | 2,39 |
|                         | Coligação Democrática Unitária | 153   | 17,49 / 100,00  | 1,20 |
|                         | CDS-PPM                        | 58    | 6,63 / 100,00   | 2,60 |
|                         | Bloco de Esquerda              | 57    | 6,51 / 100,00   | -    |
|                         | Partido da Terra               | 29    | 3,31 / 100,00   | -    |
| Votos Inválidos         | Votos Inválidos                | 56    | 6,40 / 100,00   | 5,31 |
| Total                   | Total                          | 875   | 100,00 / 100,00 |      |
| Eleitorado/Participação | Eleitorado/Participação        | 1 511 | 57,91 / 100,00  | 2,38 |

#### Alvarães
| Partido                 | Partido                        | Votos | %               | +/-   |
| ----------------------- | ------------------------------ | ----- | --------------- | ----- |
|                         | Partido Socialista             | 779   | 62,17 / 100,00  | 8,76  |
|                         | Partido Social Democrata       | 262   | 20,91 / 100,00  | 13,75 |
|                         | CDS-PPM                        | 46    | 3,67 / 100,00   | 2,05  |
|                         | Coligação Democrática Unitária | 38    | 3,03 / 100,00   | 0,61  |
|                         | Bloco de Esquerda              | 31    | 2,47 / 100,00   | -     |
|                         | Partido da Terra               | 20    | 1,60 / 100,00   | -     |
| Votos Inválidos         | Votos Inválidos                | 77    | 6,14 / 100,00   | 0,41  |
| Total                   | Total                          | 1 253 | 100,00 / 100,00 |       |
| Eleitorado/Participação | Eleitorado/Participação        | 2 814 | 44,53 / 100,00  | 6,33  |

#### Amonde
| Partido                 | Partido                        | Votos | %               | +/-   |
| ----------------------- | ------------------------------ | ----- | --------------- | ----- |
|                         | Partido Socialista             | 164   | 66,13 / 100,00  | 43,85 |
|                         | Partido Social Democrata       | 33    | 13,31 / 100,00  | 40,16 |
|                         | Coligação Democrática Unitária | 13    | 5,24 / 100,00   | 2,19  |
|                         | Bloco de Esquerda              | 11    | 4,44 / 100,00   | -     |
|                         | Partido da Terra               | 9     | 3,63 / 100,00   | -     |
|                         | CDS-PPM                        | 4     | 1,61 / 100,00   | 0,87  |
| Votos Inválidos         | Votos Inválidos                | 14    | 5,65 / 100,00   | 6,73  |
| Total                   | Total                          | 248   | 100,00 / 100,00 |       |
| Eleitorado/Participação | Eleitorado/Participação        | 307   | 80,78 / 100,00  | 16,65 |

#### Anha
| Partido                 | Partido                        | Votos | %               | +/-   |
| ----------------------- | ------------------------------ | ----- | --------------- | ----- |
|                         | Partido Socialista             | 747   | 48,79 / 100,00  | 12,68 |
|                         | Partido Social Democrata       | 525   | 34,29 / 100,00  | 11,64 |
|                         | Bloco de Esquerda              | 57    | 3,72 / 100,00   | -     |
|                         | CDS-PPM                        | 46    | 3,00 / 100,00   | 0,01  |
|                         | Coligação Democrática Unitária | 42    | 2,74 / 100,00   | 2,14  |
|                         | Partido da Terra               | 29    | 1,89 / 100,00   | -     |
| Votos Inválidos         | Votos Inválidos                | 85    | 5,55 / 100,00   | 3,24  |
| Total                   | Total                          | 1 531 | 100,00 / 100,00 |       |
| Eleitorado/Participação | Eleitorado/Participação        | 2 327 | 65,79 / 100,00  | 3,51  |

#### Areosa
| Partido                 | Partido                        | Votos | %               | +/-   |
| ----------------------- | ------------------------------ | ----- | --------------- | ----- |
|                         | Partido Socialista             | 1 213 | 52,69 / 100,00  | 10,39 |
|                         | Partido Social Democrata       | 374   | 16,25 / 100,00  | 5,63  |
|                         | Coligação Democrática Unitária | 237   | 10,30 / 100,00  | 6,33  |
|                         | Bloco de Esquerda              | 194   | 8,43 / 100,00   | -     |
|                         | Partido da Terra               | 90    | 3,91 / 100,00   | -     |
|                         | CDS-PPM                        | 84    | 3,65 / 100,00   | 1,51  |
| Votos Inválidos         | Votos Inválidos                | 110   | 4,78 / 100,00   | 5,91  |
| Total                   | Total                          | 2 302 | 100,00 / 100,00 |       |
| Eleitorado/Participação | Eleitorado/Participação        | 4 419 | 52,09 / 100,00  | 3,13  |

#### Barroselas e Carvoeiro
| Partido                 | Partido                        | Votos | %               | +/-  |
| ----------------------- | ------------------------------ | ----- | --------------- | ---- |
|                         | Partido Socialista             | 1 511 | 50,64 / 100,00  | 3,53 |
|                         | Partido Social Democrata       | 1 038 | 34,79 / 100,00  | 6,73 |
|                         | Bloco de Esquerda              | 93    | 3,12 / 100,00   | -    |
|                         | Coligação Democrática Unitária | 85    | 2,85 / 100,00   | 0,84 |
|                         | Partido da Terra               | 64    | 2,14 / 100,00   | -    |
|                         | CDS-PPM                        | 50    | 1,68 / 100,00   | 0,63 |
| Votos Inválidos         | Votos Inválidos                | 143   | 4,79 / 100,00   | 5,64 |
| Total                   | Total                          | 2 984 | 100,00 / 100,00 |      |
| Eleitorado/Participação | Eleitorado/Participação        | 4 839 | 61,67 / 100,00  | 6,54 |

#### Cardielos e Serreleis
| Partido                 | Partido                        | Votos | %               | +/-  |
| ----------------------- | ------------------------------ | ----- | --------------- | ---- |
|                         | Partido Socialista             | 635   | 44,22 / 100,00  | 0,90 |
|                         | Partido Social Democrata       | 442   | 30,78 / 100,00  | 4,31 |
|                         | Coligação Democrática Unitária | 71    | 4,94 / 100,00   | 1,90 |
|                         | Partido da Terra               | 64    | 4,46 / 100,00   | -    |
|                         | CDS-PPM                        | 63    | 4,39 / 100,00   | 0,56 |
|                         | Bloco de Esquerda              | 50    | 3,48 / 100,00   | -    |
| Votos Inválidos         | Votos Inválidos                | 111   | 7,73 / 100,00   | 1,09 |
| Total                   | Total                          | 1 436 | 100,00 / 100,00 |      |
| Eleitorado/Participação | Eleitorado/Participação        | 2 114 | 67,93 / 100,00  | 2,09 |

#### Carreço
| Partido                 | Partido                        | Votos | %               | +/-  |
| ----------------------- | ------------------------------ | ----- | --------------- | ---- |
|                         | Partido Socialista             | 431   | 40,70 / 100,00  | 5,63 |
|                         | Partido Social Democrata       | 220   | 20,77 / 100,00  | 3,96 |
|                         | Coligação Democrática Unitária | 118   | 11,14 / 100,00  | 6,40 |
|                         | Bloco de Esquerda              | 112   | 10,58 / 100,00  | -    |
|                         | CDS-PPM                        | 82    | 7,74 / 100,00   | 2,90 |
|                         | Partido da Terra               | 35    | 3,31 / 100,00   | -    |
| Votos Inválidos         | Votos Inválidos                | 61    | 5,76 / 100,00   | 4,50 |
| Total                   | Total                          | 1 059 | 100,00 / 100,00 |      |
| Eleitorado/Participação | Eleitorado/Participação        | 1 666 | 63,57 / 100,00  | 3,72 |

#### Castelo do Neiva
| Partido                 | Partido                        | Votos | %               | +/-  |
| ----------------------- | ------------------------------ | ----- | --------------- | ---- |
|                         | Partido Socialista             | 753   | 45,94 / 100,00  | 5,80 |
|                         | Partido Social Democrata       | 523   | 31,91 / 100,00  | 8,44 |
|                         | CDS-PPM                        | 82    | 5,00 / 100,00   | 0,26 |
|                         | Bloco de Esquerda              | 54    | 3,29 / 100,00   | -    |
|                         | Coligação Democrática Unitária | 52    | 3,17 / 100,00   | 0,90 |
|                         | Partido da Terra               | 47    | 2,87 / 100,00   | -    |
| Votos Inválidos         | Votos Inválidos                | 128   | 7,81 / 100,00   | 0,09 |
| Total                   | Total                          | 1 639 | 100,00 / 100,00 |      |
| Eleitorado/Participação | Eleitorado/Participação        | 3 272 | 50,09 / 100,00  | 8,50 |

#### Chafé
| Partido                 | Partido                        | Votos | %               | +/-  |
| ----------------------- | ------------------------------ | ----- | --------------- | ---- |
|                         | Partido Socialista             | 808   | 55,15 / 100,00  | 2,64 |
|                         | Partido Social Democrata       | 235   | 16,04 / 100,00  | 7,10 |
|                         | CDS-PPM                        | 99    | 6,76 / 100,00   | 0,93 |
|                         | Coligação Democrática Unitária | 72    | 4,91 / 100,00   | 2,51 |
|                         | Partido da Terra               | 69    | 4,71 / 100,00   | -    |
|                         | Bloco de Esquerda              | 65    | 4,44 / 100,00   | -    |
| Votos Inválidos         | Votos Inválidos                | 117   | 7,99 / 100,00   | 1,90 |
| Total                   | Total                          | 1 465 | 100,00 / 100,00 |      |
| Eleitorado/Participação | Eleitorado/Participação        | 3 169 | 46,23 / 100,00  | 5,59 |

#### Darque
| Partido                 | Partido                        | Votos | %               | +/-  |
| ----------------------- | ------------------------------ | ----- | --------------- | ---- |
|                         | Partido Socialista             | 1 434 | 42,41 / 100,00  | 0,01 |
|                         | Coligação Democrática Unitária | 719   | 21,27 / 100,00  | 0,85 |
|                         | Partido Social Democrata       | 587   | 17,36 / 100,00  | 1,79 |
|                         | CDS-PPM                        | 199   | 5,89 / 100,00   | 1,43 |
|                         | Bloco de Esquerda              | 160   | 4,73 / 100,00   | -    |
|                         | Partido da Terra               | 93    | 2,75 / 100,00   | -    |
| Votos Inválidos         | Votos Inválidos                | 189   | 5,60 / 100,00   | 3,29 |
| Total                   | Total                          | 3 381 | 100,00 / 100,00 |      |
| Eleitorado/Participação | Eleitorado/Participação        | 7 337 | 46,08 / 100,00  | 4,13 |

#### Freixieiro de Soutelo
| Partido                 | Partido                        | Votos | %               | +/-   |
| ----------------------- | ------------------------------ | ----- | --------------- | ----- |
|                         | Partido Socialista             | 159   | 43,21 / 100,00  | 10,06 |
|                         | Partido Social Democrata       | 131   | 35,60 / 100,00  | 11,03 |
|                         | Bloco de Esquerda              | 22    | 5,98 / 100,00   | -     |
|                         | Coligação Democrática Unitária | 17    | 4,62 / 100,00   | 1,85  |
|                         | CDS-PPM                        | 15    | 4,08 / 100,00   | 1,38  |
|                         | Partido da Terra               | 11    | 2,99 / 100,00   | -     |
| Votos Inválidos         | Votos Inválidos                | 13    | 3,53 / 100,00   | 4,29  |
| Total                   | Total                          | 368   | 100,00 / 100,00 |       |
| Eleitorado/Participação | Eleitorado/Participação        | 464   | 79,31 / 100,00  | 0,12  |

#### Geraz do Lima e Deão
| Partido                 | Partido                        | Votos | %               | +/-  |
| ----------------------- | ------------------------------ | ----- | --------------- | ---- |
|                         | Partido Socialista             | 884   | 42,48 / 100,00  | 6,96 |
|                         | Partido Social Democrata       | 481   | 23,11 / 100,00  | 8,23 |
|                         | Partido da Terra               | 269   | 12,93 / 100,00  | -    |
|                         | CDS-PPM                        | 155   | 7,45 / 100,00   | 2,18 |
|                         | Coligação Democrática Unitária | 57    | 2,74 / 100,00   | 0,16 |
|                         | Bloco de Esquerda              | 51    | 2,45 / 100,00   | -    |
| Votos Inválidos         | Votos Inválidos                | 187   | 8,84 / 100,00   | 0,66 |
| Total                   | Total                          | 2 081 | 100,00 / 100,00 |      |
| Eleitorado/Participação | Eleitorado/Participação        | 3 492 | 59,59 / 100,00  | 1,36 |

#### Lanheses
| Partido                 | Partido                        | Votos | %               | +/-  |
| ----------------------- | ------------------------------ | ----- | --------------- | ---- |
|                         | Partido Social Democrata       | 417   | 39,79 / 100,00  | 6,66 |
|                         | Partido Socialista             | 395   | 37,69 / 100,00  | 4,50 |
|                         | CDS-PPM                        | 83    | 7,92 / 100,00   | 3,89 |
|                         | Coligação Democrática Unitária | 37    | 3,53 / 100,00   | 2,94 |
|                         | Partido da Terra               | 30    | 2,86 / 100,00   | -    |
|                         | Bloco de Esquerda              | 21    | 2,00 / 100,00   | -    |
| Votos Inválidos         | Votos Inválidos                | 65    | 6,20 / 100,00   | 2,39 |
| Total                   | Total                          | 1 048 | 100,00 / 100,00 |      |
| Eleitorado/Participação | Eleitorado/Participação        | 1 627 | 64,41 / 100,00  | 9,10 |

#### Mazarefes e Vila Fria
| Partido                 | Partido                        | Votos | %               | +/-   |
| ----------------------- | ------------------------------ | ----- | --------------- | ----- |
|                         | Partido Socialista             | 784   | 54,29 / 100,00  | 6,47  |
|                         | Partido Social Democrata       | 228   | 15,79 / 100,00  | 12,77 |
|                         | CDS-PPM                        | 127   | 8,80 / 100,00   | 3,25  |
|                         | Coligação Democrática Unitária | 109   | 7,55 / 100,00   | 0,08  |
|                         | Bloco de Esquerda              | 66    | 4,57 / 100,00   | -     |
|                         | Partido da Terra               | 38    | 2,63 / 100,00   | -     |
| Votos Inválidos         | Votos Inválidos                | 92    | 6,38 / 100,00   | 1,49  |
| Total                   | Total                          | 1 444 | 100,00 / 100,00 |       |
| Eleitorado/Participação | Eleitorado/Participação        | 2 681 | 53,86 / 100,00  | 6,20  |

#### Montaria
| Partido                 | Partido                        | Votos | %               | +/-  |
| ----------------------- | ------------------------------ | ----- | --------------- | ---- |
|                         | Partido Socialista             | 189   | 56,08 / 100,00  | 8,34 |
|                         | Partido Social Democrata       | 100   | 29,67 / 100,00  | 7,62 |
|                         | Bloco de Esquerda              | 8     | 2,37 / 100,00   | -    |
|                         | Coligação Democrática Unitária | 7     | 2,08 / 100,00   | 2,16 |
|                         | Partido da Terra               | 7     | 2,08 / 100,00   | -    |
|                         | CDS-PPM                        | 6     | 1,78 / 100,00   | 0,93 |
| Votos Inválidos         | Votos Inválidos                | 20    | 5,94 / 100,00   | 2,53 |
| Total                   | Total                          | 337   | 100,00 / 100,00 |      |
| Eleitorado/Participação | Eleitorado/Participação        | 589   | 57,22 / 100,00  | 0,94 |

#### Mujães
| Partido                 | Partido                        | Votos | %               | +/-  |
| ----------------------- | ------------------------------ | ----- | --------------- | ---- |
|                         | Partido Socialista             | 395   | 52,88 / 100,00  | 2,24 |
|                         | Partido Social Democrata       | 152   | 20,35 / 100,00  | 3,04 |
|                         | CDS-PPM                        | 72    | 9,64 / 100,00   | 1,51 |
|                         | Bloco de Esquerda              | 30    | 4,02 / 100,00   | -    |
|                         | Coligação Democrática Unitária | 28    | 3,75 / 100,00   | 0,26 |
|                         | Partido da Terra               | 10    | 1,34 / 100,00   | -    |
| Votos Inválidos         | Votos Inválidos                | 60    | 8,03 / 100,00   | 0,23 |
| Total                   | Total                          | 747   | 100,00 / 100,00 |      |
| Eleitorado/Participação | Eleitorado/Participação        | 1 510 | 49,47 / 100,00  | 8,58 |

#### Nogueira, Meixedo e Vilar de Murteda
| Partido                 | Partido                        | Votos | %               | +/-  |
| ----------------------- | ------------------------------ | ----- | --------------- | ---- |
|                         | Partido Socialista             | 558   | 55,41 / 100,00  | 7,20 |
|                         | Partido Social Democrata       | 301   | 29,89 / 100,00  | 8,82 |
|                         | Coligação Democrática Unitária | 39    | 3,87 / 100,00   | 0,61 |
|                         | CDS-PPM                        | 32    | 3,18 / 100,00   | 0,40 |
|                         | Bloco de Esquerda              | 28    | 2,78 / 100,00   | -    |
|                         | Partido da Terra               | 13    | 1,29 / 100,00   | -    |
| Votos Inválidos         | Votos Inválidos                | 36    | 3,57 / 100,00   | 1,00 |
| Total                   | Total                          | 1 007 | 100,00 / 100,00 |      |
| Eleitorado/Participação | Eleitorado/Participação        | 1 508 | 66,78 / 100,00  | 2,58 |

#### Outeiro
| Partido                 | Partido                        | Votos | %               | +/-  |
| ----------------------- | ------------------------------ | ----- | --------------- | ---- |
|                         | Partido Socialista             | 431   | 53,87 / 100,00  | 5,26 |
|                         | Partido Social Democrata       | 189   | 23,63 / 100,00  | 1,12 |
|                         | Coligação Democrática Unitária | 26    | 3,25 / 100,00   | 2,94 |
|                         | Bloco de Esquerda              | 26    | 3,25 / 100,00   | -    |
|                         | Partido da Terra               | 26    | 3,25 / 100,00   | -    |
|                         | CDS-PPM                        | 25    | 3,13 / 100,00   | 4,19 |
| Votos Inválidos         | Votos Inválidos                | 77    | 9,63 / 100,00   | 1,74 |
| Total                   | Total                          | 800   | 100,00 / 100,00 |      |
| Eleitorado/Participação | Eleitorado/Participação        | 1 176 | 68,03 / 100,00  | 5,42 |

#### Perre
| Partido                 | Partido                        | Votos | %               | +/-  |
| ----------------------- | ------------------------------ | ----- | --------------- | ---- |
|                         | Partido Socialista             | 681   | 40,08 / 100,00  | 2,31 |
|                         | Partido Social Democrata       | 302   | 17,78 / 100,00  | 0,99 |
|                         | Coligação Democrática Unitária | 199   | 11,71 / 100,00  | 5,12 |
|                         | CDS-PPM                        | 186   | 10,95 / 100,00  | 0,02 |
|                         | Bloco de Esquerda              | 157   | 9,24 / 100,00   | -    |
|                         | Partido da Terra               | 64    | 3,77 / 100,00   | -    |
| Votos Inválidos         | Votos Inválidos                | 110   | 6,47 / 100,00   | 5,61 |
| Total                   | Total                          | 1 699 | 100,00 / 100,00 |      |
| Eleitorado/Participação | Eleitorado/Participação        | 2 664 | 63,78 / 100,00  | 1,85 |

#### Santa Maria Maior e Monserrate e Meadela (Viana do Castelo)
| Partido                 | Partido                        | Votos  | %               | +/-  |
| ----------------------- | ------------------------------ | ------ | --------------- | ---- |
|                         | Partido Socialista             | 4 421  | 37,70 / 100,00  | 1,98 |
|                         | Coligação Democrática Unitária | 2 337  | 19,93 / 100,00  | 6,91 |
|                         | Partido Social Democrata       | 1 655  | 14,11 / 100,00  | 3,59 |
|                         | Bloco de Esquerda              | 1 207  | 10,29 / 100,00  | -    |
|                         | CDS-PPM                        | 847    | 7,22 / 100,00   | 0,03 |
|                         | Partido da Terra               | 531    | 4,53 / 100,00   | -    |
| Votos Inválidos         | Votos Inválidos                | 730    | 6,22 / 100,00   | 3,58 |
| Total                   | Total                          | 11 728 | 100,00 / 100,00 |      |
| Eleitorado/Participação | Eleitorado/Participação        | 23 216 | 50,52 / 100,00  | 2,78 |

#### Santa Marta de Portuzelo
| Partido                 | Partido                        | Votos | %               | +/-  |
| ----------------------- | ------------------------------ | ----- | --------------- | ---- |
|                         | Partido Socialista             | 988   | 42,13 / 100,00  | 5,79 |
|                         | Partido Social Democrata       | 816   | 34,80 / 100,00  | 2,89 |
|                         | Coligação Democrática Unitária | 142   | 6,06 / 100,00   | 1,29 |
|                         | CDS-PPM                        | 127   | 5,42 / 100,00   | 0,80 |
|                         | Bloco de Esquerda              | 121   | 5,16 / 100,00   | -    |
|                         | Partido da Terra               | 53    | 2,26 / 100,00   | -    |
| Votos Inválidos         | Votos Inválidos                | 98    | 4,17 / 100,00   | 2,87 |
| Total                   | Total                          | 2 345 | 100,00 / 100,00 |      |
| Eleitorado/Participação | Eleitorado/Participação        | 3 579 | 65,52 / 100,00  | 4,99 |

#### São Romão de Neiva
| Partido                 | Partido                        | Votos | %               | +/-   |
| ----------------------- | ------------------------------ | ----- | --------------- | ----- |
|                         | Partido Socialista             | 421   | 62,65 / 100,00  | 30,56 |
|                         | Partido Social Democrata       | 106   | 15,77 / 100,00  | 35,36 |
|                         | CDS-PPM                        | 34    | 5,06 / 100,00   | 1,60  |
|                         | Bloco de Esquerda              | 29    | 4,32 / 100,00   | -     |
|                         | Coligação Democrática Unitária | 18    | 2,68 / 100,00   | 1,45  |
|                         | Partido da Terra               | 16    | 2,38 / 100,00   | -     |
| Votos Inválidos         | Votos Inválidos                | 48    | 7,14 / 100,00   | 0,62  |
| Total                   | Total                          | 672   | 100,00 / 100,00 |       |
| Eleitorado/Participação | Eleitorado/Participação        | 1 254 | 53,59 / 100,00  | 4,85  |

#### Subportela, Deocriste e Portela Susã
| Partido                 | Partido                        | Votos | %               | +/-  |
| ----------------------- | ------------------------------ | ----- | --------------- | ---- |
|                         | Partido Socialista             | 794   | 51,56 / 100,00  | 5,44 |
|                         | Partido Social Democrata       | 473   | 30,71 / 100,00  | 4,57 |
|                         | CDS-PPM                        | 72    | 4,68 / 100,00   | 0,51 |
|                         | Bloco de Esquerda              | 35    | 2,27 / 100,00   | -    |
|                         | Partido da Terra               | 30    | 1,95 / 100,00   | -    |
|                         | Coligação Democrática Unitária | 28    | 1,82 / 100,00   | 1,07 |
| Votos Inválidos         | Votos Inválidos                | 108   | 7,01 / 100,00   | 2,42 |
| Total                   | Total                          | 1 540 | 100,00 / 100,00 |      |
| Eleitorado/Participação | Eleitorado/Participação        | 2 399 | 64,19 / 100,00  | 1,95 |

#### Torre e Vila Mou
| Partido                 | Partido                        | Votos | %               | +/-   |
| ----------------------- | ------------------------------ | ----- | --------------- | ----- |
|                         | Partido Social Democrata       | 270   | 39,24 / 100,00  | 7,08  |
|                         | Partido Socialista             | 220   | 31,98 / 100,00  | 5,76  |
|                         | Bloco de Esquerda              | 46    | 6,69 / 100,00   | -     |
|                         | CDS-PPM                        | 45    | 6,54 / 100,00   | 2,40  |
|                         | Partido da Terra               | 41    | 5,96 / 100,00   | -     |
|                         | Coligação Democrática Unitária | 18    | 2,62 / 100,00   | 1,86  |
| Votos Inválidos         | Votos Inválidos                | 48    | 6,97 / 100,00   | 2,14  |
| Total                   | Total                          | 688   | 100,00 / 100,00 |       |
| Eleitorado/Participação | Eleitorado/Participação        | 1 234 | 55,75 / 100,00  | 11,59 |

#### Vila de Punhe
| Partido                 | Partido                        | Votos | %               | +/-   |
| ----------------------- | ------------------------------ | ----- | --------------- | ----- |
|                         | Partido Socialista             | 847   | 67,92 / 100,00  | 8,91  |
|                         | Partido Social Democrata       | 175   | 14,03 / 100,00  | 11,72 |
|                         | Coligação Democrática Unitária | 64    | 5,13 / 100,00   | 1,05  |
|                         | CDS-PPM                        | 40    | 3,21 / 100,00   | 0,08  |
|                         | Bloco de Esquerda              | 37    | 2,97 / 100,00   | -     |
|                         | Partido da Terra               | 19    | 1,52 / 100,00   | -     |
| Votos Inválidos         | Votos Inválidos                | 65    | 5,21 / 100,00   | 0,94  |
| Total                   | Total                          | 1 247 | 100,00 / 100,00 |       |
| Eleitorado/Participação | Eleitorado/Participação        | 2 282 | 54,65 / 100,00  | 3,07  |

#### Vila Franca
| Partido                 | Partido                        | Votos | %               | +/-   |
| ----------------------- | ------------------------------ | ----- | --------------- | ----- |
|                         | Partido Socialista             | 492   | 45,30 / 100,00  | 1,86  |
|                         | Partido Social Democrata       | 222   | 20,44 / 100,00  | 11,69 |
|                         | Coligação Democrática Unitária | 136   | 12,52 / 100,00  | 3,79  |
|                         | CDS-PPM                        | 105   | 9,67 / 100,00   | 6,16  |
|                         | Partido da Terra               | 38    | 3,50 / 100,00   | -     |
|                         | Bloco de Esquerda              | 29    | 2,67 / 100,00   | -     |
| Votos Inválidos         | Votos Inválidos                | 64    | 5,90 / 100,00   | 0,22  |
| Total                   | Total                          | 1 086 | 100,00 / 100,00 |       |
| Eleitorado/Participação | Eleitorado/Participação        | 1 738 | 62,49 / 100,00  | 0,28  |

### Juntas de Freguesia

#### Afife
| Partido                 | Partido                         | Votos | %               | +/-  | Mandatos | +/- |
| ----------------------- | ------------------------------- | ----- | --------------- | ---- | -------- | --- |
|                         | Lista de Independentes de Afife | 535   | 61,14 / 100,00  | 2,82 | 6 / 9    | 1   |
|                         | Coligação Democrática Unitária  | 303   | 34,63 / 100,00  | 9,38 | 3 / 9    | 1   |
| Votos Inválidos         | Votos Inválidos                 | 37    | 4,23 / 100,00   | 4,55 |          |     |
| Total                   | Total                           | 875   | 100,00 / 100,00 |      | 9 / 9    |     |
| Eleitorado/Participação | Eleitorado/Participação         | 1 511 | 57,91 / 100,00  | 2,38 |          |     |

#### Alvarães
| Partido                 | Partido                        | Votos | %               | +/-   | Mandatos | +/- |
| ----------------------- | ------------------------------ | ----- | --------------- | ----- | -------- | --- |
|                         | Partido Socialista             | 971   | 77,49 / 100,00  | 26,22 | 8 / 9    | 3   |
|                         | Coligação Democrática Unitária | 114   | 9,10 / 100,00   | -     | 1 / 9    | -   |
| Votos Inválidos         | Votos Inválidos                | 168   | 13,41 / 100,00  | 9,03  |          |     |
| Total                   | Total                          | 1 253 | 100,00 / 100,00 |       | 9 / 9    |     |
| Eleitorado/Participação | Eleitorado/Participação        | 2 814 | 44,53 / 100,00  | 6,33  |          |     |

#### Amonde
| Partido                 | Partido                              | Votos | %               | +/-   | Mandatos | +/-  |
| ----------------------- | ------------------------------------ | ----- | --------------- | ----- | -------- | ---- |
|                         | Amonde Unido                         | 155   | 62,05 / 100,00  | Novo  | 5 / 7    | Novo |
|                         | Amonde Transparente Rumo à Cidadania | 73    | 29,44 / 100,00  | Novo  | 2 / 7    | Novo |
|                         | Partido Social Democrata             | 15    | 6,05 / 100,00   | 70,19 | 0 / 7    | 7    |
| Votos Inválidos         | Votos Inválidos                      | 5     | 2,02 / 100,00   | 23,77 |          |      |
| Total                   | Total                                | 248   | 100,00 / 100,00 |       | 7 / 7    |      |
| Eleitorado/Participação | Eleitorado/Participação              | 307   | 80,78 / 100,00  | 16,65 |          |      |

#### Anha
| Partido                 | Partido                  | Votos | %               | +/-   | Mandatos | +/- |
| ----------------------- | ------------------------ | ----- | --------------- | ----- | -------- | --- |
|                         | Partido Socialista       | 780   | 50,95 / 100,00  | 23,49 | 5 / 9    | 3   |
|                         | Partido Social Democrata | 672   | 43,89 / 100,00  | 22,21 | 4 / 9    | 3   |
| Votos Inválidos         | Votos Inválidos          | 79    | 5,16 / 100,00   | 1,28  |          |     |
| Total                   | Total                    | 1 531 | 100,00 / 100,00 |       | 9 / 9    |     |
| Eleitorado/Participação | Eleitorado/Participação  | 2 327 | 65,79 / 100,00  | 3,51  |          |     |

#### Areosa
| Partido                 | Partido                        | Votos | %               | +/-   | Mandatos | +/-     |
| ----------------------- | ------------------------------ | ----- | --------------- | ----- | -------- | ------- |
|                         | Partido Socialista             | 1 461 | 63,41 / 100,00  | 19,42 | 6 / 9    | 1       |
|                         | Partido Social Democrata       | 482   | 20,92 / 100,00  | 9,92  | 2 / 9    | 1       |
|                         | Coligação Democrática Unitária | 249   | 10,81 / 100,00  | 5,22  | 1 / 9    | Estável |
| Votos Inválidos         | Votos Inválidos                | 112   | 4,86 / 100,00   | 4,27  |          |         |
| Total                   | Total                          | 2 304 | 100,00 / 100,00 |       | 9 / 9    |         |
| Eleitorado/Participação | Eleitorado/Participação        | 4 419 | 52,14 / 100,00  | 3,18  |          |         |

#### Barroselas e Carvoeiro
| Partido                 | Partido                        | Votos | %               | +/-   | Mandatos | +/-     |
| ----------------------- | ------------------------------ | ----- | --------------- | ----- | -------- | ------- |
|                         | Partido Socialista             | 1 427 | 47,82 / 100,00  | 11,00 | 5 / 9    | 4       |
|                         | Partido Social Democrata       | 1 367 | 45,81 / 100,00  | 16,76 | 4 / 9    | Estável |
|                         | Coligação Democrática Unitária | 64    | 2,14 / 100,00   | 0,77  | 0 / 9    | Estável |
| Votos Inválidos         | Votos Inválidos                | 126   | 4,22 / 100,00   | 5,00  |          |         |
| Total                   | Total                          | 2 984 | 100,00 / 100,00 |       | 9 / 9    | 4       |
| Eleitorado/Participação | Eleitorado/Participação        | 4 839 | 61,67 / 100,00  | 6,54  |          |         |

#### Cardielos e Serreleis
| Partido                 | Partido                                                  | Votos | %               | +/-   | Mandatos | +/-     |
| ----------------------- | -------------------------------------------------------- | ----- | --------------- | ----- | -------- | ------- |
|                         | Força da União - Independentes por Cardielos e Serreleis | 783   | 54,53 / 100,00  | 11,39 | 6 / 9    | 2       |
|                         | Partido Social Democrata                                 | 461   | 32,10 / 100,00  | 4,25  | 3 / 9    | Estável |
|                         | Coligação Democrática Unitária                           | 76    | 5,29 / 100,00   | 0,95  | 0 / 9    | Estável |
| Votos Inválidos         | Votos Inválidos                                          | 116   | 8,08 / 100,00   | 3,61  |          |         |
| Total                   | Total                                                    | 1 436 | 100,00 / 100,00 |       | 9 / 9    |         |
| Eleitorado/Participação | Eleitorado/Participação                                  | 2 114 | 67,93 / 100,00  | 2,09  |          |         |

#### Carreço
| Partido                 | Partido                        | Votos | %               | +/-   | Mandatos | +/-     |
| ----------------------- | ------------------------------ | ----- | --------------- | ----- | -------- | ------- |
|                         | Lista Independente por Carreço | 708   | 66,86 / 100,00  | 12,48 | 6 / 9    | 1       |
|                         | Partido Social Democrata       | 203   | 19,17 / 100,00  | 0,73  | 2 / 9    | Estável |
|                         | Coligação Democrática Unitária | 123   | 11,61 / 100,00  | 11,15 | 1 / 9    | 1       |
| Votos Inválidos         | Votos Inválidos                | 25    | 2,37 / 100,00   | 0,59  |          |         |
| Total                   | Total                          | 1 059 | 100,00 / 100,00 |       | 9 / 9    |         |
| Eleitorado/Participação | Eleitorado/Participação        | 1 666 | 63,57 / 100,00  | 3,72  |          |         |

#### Castelo do Neiva
| Partido                 | Partido                                 | Votos | %               | +/-   | Mandatos | +/-  |
| ----------------------- | --------------------------------------- | ----- | --------------- | ----- | -------- | ---- |
|                         | Lista Independente por Castelo do Neiva | 1 083 | 66,08 / 100,00  | Novo  | 6 / 9    | Novo |
|                         | Partido Social Democrata                | 493   | 30,08 / 100,00  | 21,22 | 3 / 9    | 2    |
| Votos Inválidos         | Votos Inválidos                         | 63    | 3,84 / 100,00   | 2,48  |          |      |
| Total                   | Total                                   | 1 639 | 100,00 / 100,00 |       | 9 / 9    |      |
| Eleitorado/Participação | Eleitorado/Participação                 | 3 272 | 50,09 / 100,00  | 8,50  |          |      |

#### Chafé
| Partido                 | Partido                 | Votos | %               | +/-  | Mandatos | +/-  |
| ----------------------- | ----------------------- | ----- | --------------- | ---- | -------- | ---- |
|                         | Unidos por Chafé        | 764   | 52,15 / 100,00  | 6,43 | 5 / 9    | 1    |
|                         | Todos por Chafé         | 592   | 40,41 / 100,00  | Novo | 4 / 9    | Novo |
| Votos Inválidos         | Votos Inválidos         | 109   | 7,44 / 100,00   | 5,81 |          |      |
| Total                   | Total                   | 1 465 | 100,00 / 100,00 |      | 9 / 9    |      |
| Eleitorado/Participação | Eleitorado/Participação | 3 169 | 46,23 / 100,00  | 5,59 |          |      |

#### Darque

##### Autárquicas 2017
| Partido                 | Partido                        | Votos | %               | +/-  | Mandatos | +/-     |
| ----------------------- | ------------------------------ | ----- | --------------- | ---- | -------- | ------- |
|                         | Partido Socialista             | 1 273 | 37,64 / 100,00  | 6,67 | 5 / 13   | 1       |
|                         | Coligação Democrática Unitária | 950   | 28,09 / 100,00  | 0,24 | 4 / 13   | Estável |
|                         | Partido Social Democrata       | 758   | 22,41 / 100,00  | 2,16 | 3 / 13   | Estável |
|                         | CDS-PPM                        | 215   | 6,36 / 100,00   | -    | 1 / 13   | -       |
| Votos Inválidos         | Votos Inválidos                | 186   | 5,50 / 100,00   | 1,61 |          |         |
| Total                   | Total                          | 3 382 | 100,00 / 100,00 |      | 13 / 13  |         |
| Eleitorado/Participação | Eleitorado/Participação        | 7 337 | 46,10 / 100,00  | 4,15 |          |         |

##### Intercalares 2018
| Partido                 | Partido                        | Votos | %               | +/-   | Mandatos | +/-     |
| ----------------------- | ------------------------------ | ----- | --------------- | ----- | -------- | ------- |
|                         | Coligação Democrática Unitária | 916   | 44,47 / 100,00  | 16,38 | 6 / 13   | 2       |
|                         | Partido Socialista             | 731   | 35,49 / 100,00  | 2,15  | 5 / 13   | Estável |
|                         | Partido Social Democrata       | 198   | 9,61 / 100,00   | 12,80 | 1 / 13   | 2       |
|                         | CDS – Partido Popular          | 167   | 8,11 / 100,00   | -     | 1 / 13   | -       |
| Votos Inválidos         | Votos Inválidos                | 48    | 3,34 / 100,00   | 2,16  |          |         |
| Total                   | Total                          | 2 060 | 100,00 / 100,00 |       | 13 / 13  |         |
| Eleitorado/Participação | Eleitorado/Participação        | 7 356 | 28,00 / 100,00  | 16,10 |          |         |

#### Freixieiro de Soutelo
| Partido                 | Partido                  | Votos | %               | +/-  | Mandatos | +/-     |
| ----------------------- | ------------------------ | ----- | --------------- | ---- | -------- | ------- |
|                         | Partido Social Democrata | 190   | 51,63 / 100,00  | 2,03 | 4 / 7    | Estável |
|                         | Partido Socialista       | 170   | 46,20 / 100,00  | -    | 3 / 7    | -       |
| Votos Inválidos         | Votos Inválidos          | 8     | 2,17 / 100,00   | 1,07 |          |         |
| Total                   | Total                    | 368   | 100,00 / 100,00 |      | 7 / 7    |         |
| Eleitorado/Participação | Eleitorado/Participação  | 464   | 79,31 / 100,00  | 0,13 |          |         |

#### Geraz do Lima e Deão
| Partido                 | Partido                        | Votos | %               | +/-  | Mandatos | +/-     |
| ----------------------- | ------------------------------ | ----- | --------------- | ---- | -------- | ------- |
|                         | União é Progresso              | 1 230 | 59,08 / 100,00  | 0,91 | 7 / 9    | 1       |
|                         | Partido Social Democrata       | 333   | 15,99 / 100,00  | 2,06 | 1 / 9    | 1       |
|                         | Cidadão Mais Próximo           | 235   | 11,29 / 100,00  | Novo | 1 / 9    | Novo    |
|                         | CDS-PPM                        | 113   | 5,43 / 100,00   | -    | 0 / 9    | -       |
|                         | Coligação Democrática Unitária | 40    | 1,92 / 100,00   | 0,16 | 0 / 9    | Estável |
| Votos Inválidos         | Votos Inválidos                | 131   | 6,29 / 100,00   | 1,43 |          |         |
| Total                   | Total                          | 2 082 | 100,00 / 100,00 |      | 9 / 9    |         |
| Eleitorado/Participação | Eleitorado/Participação        | 3 492 | 59,62 / 100,00  | 1,33 |          |         |

#### Lanheses
| Partido                 | Partido                        | Votos | %               | +/-   | Mandatos | +/-     |
| ----------------------- | ------------------------------ | ----- | --------------- | ----- | -------- | ------- |
|                         | Partido Social Democrata       | 694   | 66,22 / 100,00  | 2,28  | 7 / 9    | Estável |
|                         | CDS-PPM                        | 230   | 21,95 / 100,00  | -     | 2 / 9    | -       |
|                         | Coligação Democrática Unitária | 76    | 7,25 / 100,00   | 13,31 | 0 / 9    | 2       |
| Votos Inválidos         | Votos Inválidos                | 48    | 4,58 / 100,00   | 6,34  |          |         |
| Total                   | Total                          | 1 048 | 100,00 / 100,00 |       | 9 / 9    |         |
| Eleitorado/Participação | Eleitorado/Participação        | 1 627 | 64,41 / 100,00  | 9,10  |          |         |

#### Mazarefes e Vila Fria
| Partido                 | Partido                 | Votos | %               | +/-   | Mandatos | +/- |
| ----------------------- | ----------------------- | ----- | --------------- | ----- | -------- | --- |
|                         | Partido Socialista      | 876   | 60,66 / 100,00  | 26,67 | 6 / 9    | 2   |
|                         | CDS-PPM                 | 401   | 27,77 / 100,00  | 24,07 | 3 / 9    | 3   |
| Votos Inválidos         | Votos Inválidos         | 167   | 11,57 / 100,00  | 5,61  |          |     |
| Total                   | Total                   | 1 444 | 100,00 / 100,00 |       | 9 / 9    |     |
| Eleitorado/Participação | Eleitorado/Participação | 2 681 | 53,86 / 100,00  | 6,20  |          |     |

#### Montaria
| Partido                 | Partido                 | Votos | %               | +/-  | Mandatos | +/-  |
| ----------------------- | ----------------------- | ----- | --------------- | ---- | -------- | ---- |
|                         | Unidos pela Montaria    | 287   | 85,16 / 100,00  | Novo | 7 / 7    | Novo |
| Votos Inválidos         | Votos Inválidos         | 50    | 14,84 / 100,00  | 0,41 |          |      |
| Total                   | Total                   | 337   | 100,00 / 100,00 |      | 7 / 7    |      |
| Eleitorado/Participação | Eleitorado/Participação | 589   | 57,22 / 100,00  | 0,94 |          |      |

#### Mujães
| Partido                 | Partido                                               | Votos | %               | +/-   | Mandatos | +/- |
| ----------------------- | ----------------------------------------------------- | ----- | --------------- | ----- | -------- | --- |
|                         | Independentes de Mujães - Desenvolvimento e Progresso | 572   | 76,57 / 100,00  | 15,43 | 9 / 9    | 3   |
| Votos Inválidos         | Votos Inválidos                                       | 175   | 23,43 / 100,00  | 17,19 |          |     |
| Total                   | Total                                                 | 747   | 100,00 / 100,00 |       | 9 / 9    |     |
| Eleitorado/Participação | Eleitorado/Participação                               | 1 510 | 49,47 / 100,00  | 8,58  |          |     |

#### Nogueira, Meixedo e Vilar de Murteda
| Partido                 | Partido                                                          | Votos | %               | +/-   | Mandatos | +/- |
| ----------------------- | ---------------------------------------------------------------- | ----- | --------------- | ----- | -------- | --- |
|                         | Lista Independente da UF de Nogueira, Meixedo e Vilar de Murteda | 686   | 68,06 / 100,00  | 17,16 | 7 / 9    | 2   |
|                         | Partido Social Democrata                                         | 272   | 26,98 / 100,00  | 18,45 | 2 / 9    | 2   |
| Votos Inválidos         | Votos Inválidos                                                  | 50    | 4,96 / 100,00   | 1,29  |          |     |
| Total                   | Total                                                            | 1 008 | 100,00 / 100,00 |       | 9 / 9    |     |
| Eleitorado/Participação | Eleitorado/Participação                                          | 1 508 | 66,84 / 100,00  | 2,52  |          |     |

#### Outeiro
| Partido                 | Partido                  | Votos | %               | +/-   | Mandatos | +/- |
| ----------------------- | ------------------------ | ----- | --------------- | ----- | -------- | --- |
|                         | Juntos por Outeiro       | 539   | 67,38 / 100,00  | 16,75 | 7 / 9    | 2   |
|                         | Partido Social Democrata | 224   | 28,00 / 100,00  | -     | 2 / 9    | -   |
| Votos Inválidos         | Votos Inválidos          | 37    | 4,63 / 100,00   | 1,20  |          |     |
| Total                   | Total                    | 800   | 100,00 / 100,00 |       | 9 / 9    |     |
| Eleitorado/Participação | Eleitorado/Participação  | 1 176 | 68,03 / 100,00  | 5,42  |          |     |

#### Perre
| Partido                 | Partido                        | Votos | %               | +/-  | Mandatos | +/-     |
| ----------------------- | ------------------------------ | ----- | --------------- | ---- | -------- | ------- |
|                         | Gostar de Perre                | 1 076 | 63,33 / 100,00  | 8,14 | 6 / 9    | Estável |
|                         | CDS-PPM                        | 322   | 18,95 / 100,00  | 6,75 | 2 / 9    | 1       |
|                         | Coligação Democrática Unitária | 209   | 12,30 / 100,00  | 0,28 | 1 / 9    | Estável |
| Votos Inválidos         | Votos Inválidos                | 92    | 5,41 / 100,00   | 2,04 |          |         |
| Total                   | Total                          | 1 699 | 100,00 / 100,00 |      | 9 / 9    |         |
| Eleitorado/Participação | Eleitorado/Participação        | 2 664 | 63,78 / 100,00  | 1,85 |          |         |

#### Santa Maria Maior e Monserrate e Meadela (Viana do Castelo)
| Partido                 | Partido                        | Votos  | %               | +/-  | Mandatos | +/-     |
| ----------------------- | ------------------------------ | ------ | --------------- | ---- | -------- | ------- |
|                         | Coligação Democrática Unitária | 4 147  | 35,36 / 100,00  | 1,91 | 8 / 19   | Estável |
|                         | Partido Socialista             | 3 614  | 30,82 / 100,00  | 0,23 | 6 / 19   | 1       |
|                         | Partido Social Democrata       | 1 553  | 13,24 / 100,00  | 2,02 | 3 / 19   | Estável |
|                         | CDS-PPM                        | 850    | 7,25 / 100,00   | 1,90 | 1 / 19   | Estável |
|                         | Bloco de Esquerda              | 825    | 7,03 / 100,00   | -    | 1 / 19   | -       |
| Votos Inválidos         | Votos Inválidos                | 739    | 6,30 / 100,00   | 2,63 |          |         |
| Total                   | Total                          | 11 728 | 100,00 / 100,00 |      | 19 / 19  |         |
| Eleitorado/Participação | Eleitorado/Participação        | 23 216 | 50,52 / 100,00  | 2,78 |          |         |

#### Santa Marta de Portuzelo
| Partido                 | Partido                  | Votos | %               | +/-   | Mandatos | +/-     |
| ----------------------- | ------------------------ | ----- | --------------- | ----- | -------- | ------- |
|                         | Partido Social Democrata | 1 326 | 56,50 / 100,00  | 11,00 | 5 / 9    | Estável |
|                         | Amar Santa Marta         | 937   | 39,92 / 100,00  | Novo  | 4 / 9    | Novo    |
| Votos Inválidos         | Votos Inválidos          | 84    | 3,58 / 100,00   | 1,62  |          |         |
| Total                   | Total                    | 2 347 | 100,00 / 100,00 |       | 9 / 9    |         |
| Eleitorado/Participação | Eleitorado/Participação  | 3 579 | 65,58 / 100,00  | 5,05  |          |         |

#### São Romão de Neiva
| Partido                 | Partido                       | Votos | %               | +/-  | Mandatos | +/-  |
| ----------------------- | ----------------------------- | ----- | --------------- | ---- | -------- | ---- |
|                         | Unidos por São Romão de Neiva | 582   | 86,61 / 100,00  | Novo | 9 / 9    | Novo |
| Votos Inválidos         | Votos Inválidos               | 90    | 13,40 / 100,00  | 9,81 |          |      |
| Total                   | Total                         | 672   | 100,00 / 100,00 |      | 9 / 9    |      |
| Eleitorado/Participação | Eleitorado/Participação       | 1 254 | 53,59 / 100,00  | 4,85 |          |      |

#### Subportela, Deocriste e Portela Susã
| Partido                 | Partido                  | Votos | %               | +/-  | Mandatos | +/-     |
| ----------------------- | ------------------------ | ----- | --------------- | ---- | -------- | ------- |
|                         | Unidos Pelo Progresso    | 761   | 49,38 / 100,00  | 0,14 | 5 / 9    | Estável |
|                         | Partido Social Democrata | 675   | 43,80 / 100,00  | 0,84 | 4 / 9    | Estável |
| Votos Inválidos         | Votos Inválidos          | 105   | 6,81 / 100,00   | 0,98 |          |         |
| Total                   | Total                    | 1 541 | 100,00 / 100,00 |      | 9 / 9    |         |
| Eleitorado/Participação | Eleitorado/Participação  | 2 399 | 64,24 / 100,00  | 2,00 |          |         |

#### Torre e Vila Mou
| Partido                 | Partido                     | Votos | %               | +/-   | Mandatos | +/-  |
| ----------------------- | --------------------------- | ----- | --------------- | ----- | -------- | ---- |
|                         | Unidos por Torre e Vila Mou | 534   | 77,62 / 100,00  | Novo  | 9 / 9    | Novo |
| Votos Inválidos         | Votos Inválidos             | 154   | 22,38 / 100,00  | 20,08 |          |      |
| Total                   | Total                       | 688   | 100,00 / 100,00 |       | 9 / 9    |      |
| Eleitorado/Participação | Eleitorado/Participação     | 1 234 | 55,75 / 100,00  | 11,59 |          |      |

#### Vila de Punhe
| Partido                 | Partido                        | Votos | %               | +/-   | Mandatos | +/- |
| ----------------------- | ------------------------------ | ----- | --------------- | ----- | -------- | --- |
|                         | Partido Socialista             | 1 095 | 87,81 / 100,00  | 20,28 | 9 / 9    | 2   |
|                         | Coligação Democrática Unitária | 66    | 5,29 / 100,00   | -     | 0 / 9    | -   |
| Votos Inválidos         | Votos Inválidos                | 86    | 6,89 / 100,00   | 2,74  |          |     |
| Total                   | Total                          | 1 247 | 100,00 / 100,00 |       | 9 / 9    |     |
| Eleitorado/Participação | Eleitorado/Participação        | 2 282 | 54,65 / 100,00  | 3,07  |          |     |

#### Vila Franca
| Partido                 | Partido                        | Votos | %               | +/-   | Mandatos | +/- |
| ----------------------- | ------------------------------ | ----- | --------------- | ----- | -------- | --- |
|                         | Todos por Vila Franca          | 543   | 50,00 / 100,00  | 7,64  | 5 / 9    | 1   |
|                         | Coligação Democrática Unitária | 268   | 24,68 / 100,00  | 15,06 | 2 / 9    | 1   |
|                         | CDS-PPM                        | 194   | 17,86 / 100,00  | -     | 2 / 9    | -   |
| Votos Inválidos         | Votos Inválidos                | 81    | 7,45 / 100,00   | 4,12  |          |     |
| Total                   | Total                          | 1 086 | 100,00 / 100,00 |       | 9 / 9    |     |
| Eleitorado/Participação | Eleitorado/Participação        | 1 738 | 62,49 / 100,00  | 0,23  |          |     |

| Freguesia                                | 2013-2017 | 2013-2017                      | 2013-2017      | 2017-2021 | 2017-2021                      | 2017-2021      |
| ---------------------------------------- | --------- | ------------------------------ | -------------- | --------- | ------------------------------ | -------------- |
| Afife                                    |           | Grupo de Cidadãos              | 63,96 / 100,00 |           | Grupo de Cidadãos              | 61,14 / 100,00 |
| Alvarães                                 |           | Partido Socialista             | 53,27 / 100,00 |           | Partido Socialista             | 77,49 / 100,00 |
| Amonde                                   |           | Partido Social Democrata       | 76,24 / 100,00 |           | Grupo de Cidadãos              | 62,50 / 100,00 |
| Anha                                     |           | Partido Social Democrata       | 66,10 / 100,00 |           | Partido Socialista             | 50,95 / 100,00 |
| Areosa                                   |           | Partido Socialista             | 43,99 / 100,00 |           | Partido Socialista             | 63,41 / 100,00 |
| Barroselas e Carvoeiro                   |           | Partido Socialista             | 58,82 / 100,00 |           | Partido Socialista             | 47,82 / 100,00 |
| Cardielos e Serreleis                    |           | Grupo de Cidadãos              | 42,14 / 100,00 |           | Grupo de Cidadãos              | 54,53 / 100,00 |
| Carreço                                  |           | Grupo de Cidadãos              | 54,38 / 100,00 |           | Grupo de Cidadãos              | 66,86 / 100,00 |
| Castelo do Neiva                         |           | Partido Social Democrata       | 51,30 / 100,00 |           | Grupo de Cidadãos              | 66,08 / 100,00 |
| Chafé                                    |           | Grupo de Cidadãos              | 58,58 / 100,00 |           | Grupo de Cidadãos              | 52,15 / 100,00 |
| Darque                                   |           | Partido Socialista             | 44,31 / 100,00 |           | Partido Socialista             | 37,64 / 100,00 |
| Freixieiro de Soutelo                    |           | Partido Social Democrata       | 49,60 / 100,00 |           | Partido Social Democrata       | 51,63 / 100,00 |
| Geraz do Lima e Deão                     |           | Grupo de Cidadãos              | 58,17 / 100,00 |           | Grupo de Cidadãos              | 59,08 / 100,00 |
| Lanheses                                 |           | Partido Social Democrata       | 68,50 / 100,00 |           | Partido Social Democrata       | 66,22 / 100,00 |
| Mazarefes e Vila Fria                    |           | Partido Socialista             | 33,99 / 100,00 |           | Partido Socialista             | 60,66 / 100,00 |
| Montaria                                 |           | Partido Social Democrata       | 84,75 / 100,00 |           | Grupo de Cidadãos              | 85,16 / 100,00 |
| Mujães                                   |           | Grupo de Cidadãos              | 61,14 / 100,00 |           | Grupo de Cidadãos              | 76,57 / 100,00 |
| Nogueira, Meixedo e Vilar de Murteda     |           | Grupo de Cidadãos              | 50,90 / 100,00 |           | Grupo de Cidadãos              | 68,06 / 100,00 |
| Outeiro                                  |           | Grupo de Cidadãos              | 50,63 / 100,00 |           | Grupo de Cidadãos              | 67,38 / 100,00 |
| Perre                                    |           | Grupo de Cidadãos              | 55,19 / 100,00 |           | Grupo de Cidadãos              | 63,33 / 100,00 |
| Santa Maria Maior e Monserrate e Meadela |           | Coligação Democrática Unitária | 37,27 / 100,00 |           | Coligação Democrática Unitária | 35,36 / 100,00 |
| Santa Marta de Portuzelo                 |           | Partido Social Democrata       | 45,50 / 100,00 |           | Partido Social Democrata       | 56,50 / 100,00 |
| São Romão de Neiva                       |           | Partido Social Democrata       | 59,39 / 100,00 |           | Grupo de Cidadãos              | 86,61 / 100,00 |
| Subportela, Deocriste e Portela Susã     |           | Grupo de Cidadãos              | 49,52 / 100,00 |           | Grupo de Cidadãos              | 49,38 / 100,00 |
| Torre e Vila Mou                         |           | Partido Social Democrata       | 61,15 / 100,00 |           | Grupo de Cidadãos              | 77,62 / 100,00 |
| Vila de Punhe                            |           | Partido Socialista             | 67,53 / 100,00 |           | Partido Socialista             | 87,81 / 100,00 |
| Vila Franca                              |           | Grupo de Cidadãos              | 57,64 / 100,00 |           | Grupo de Cidadãos              | 50,00 / 100,00 |

| Eleição Intercalar | 2017-2018 | 2017-2018          | 2017-2018      | 2018-2021 | 2018-2021                      | 2018-2021      |
| ------------------ | --------- | ------------------ | -------------- | --------- | ------------------------------ | -------------- |
| Darque             |           | Partido Socialista | 37,64 / 100,00 |           | Coligação Democrática Unitária | 44,47 / 100,00 |